# 高村亜紀
高村 亜紀（たかむら あき、1972年4月14日 - ）は、熊本県熊本市出身の日本の女子プロゴルファー。

## 経歴
13歳でゴルフを始める。熊本中央女子高等学校時代に全国高校選手権連覇を達成。1992年にプロテストに合格し、JLPGA入会。1993年に賞金ランク50位で初シード権。
1995年、三菱電機レディスゴルフトーナメントでホールインワン達成。ミズノレディースゴルフトーナメントでは初日から首位を守り通算10アンダーで2位・森口祐子、中野晶、平瀬真由美に7打の大差をつけツアー初優勝を完全優勝で飾った。日本女子プロゴルフ選手権大会では同期ながら1歳下の福嶋晃子との争いになった。最終日は首位・高村、3打差・福嶋でスタート。先に回っていた福嶋が12番ホールでバーディーを奪った時点で並んだが、その後は高村が引き離し、通算6アンダー、2位に4打差で公式戦初優勝。賞金ランク7位。
1996年、イエローハット東京レディースオープンゴルフでは初日から首位を譲らず、特に最終日は自己ベストスコア64を記録し、通算9アンダー。2位・木村敏美に9打という大差をつけて完全優勝。日本女子オープンゴルフ選手権競技では大半の選手がスコアメイクに苦しむ中、通算3オーバー、2位・原田香里に1打差で制した。賞金ランク5位。
1997年、中京テレビ・ブリヂストンレディスオープンでは初日17位タイから逆転し、通算4アンダー、2位・黄璧洵と1打差で優勝。フジサンケイレディスクラシックでは通算2アンダーで戴玉娟と並び、プレーオフの末優勝。賞金ランク5位。
1998年、TaKaRa WORLD INVITATIONALでは通算イーブンパー、2位・高村博美に1打差で優勝。賞金ランク11位。
1999年は2位や2位タイが3度も優勝なし。賞金ランク9位。
2000年、岡本綾子が厳しいセッティングを施した日本女子プロでは最終日を首位で迎えたが、後半に崩れ2位グループに飲み込まれた。結果、米山みどり、小野香子、中野晶、天沼知恵子の4人とともに通算1アンダーで並びプレーオフとなる。516ヤードのパー5で3打目を最もピンに寄せた。他の4人がバーディーパットを外した後、唯一決めて激闘を制した。LPGAツアーチャンピオンシップでは通算6アンダーで並んだ中野、高又順とのプレーオフにもつれ込んだが、日本女子プロで下した中野に敗れた。賞金獲得額6,508万円余、賞金ランク4位はともに自己最高。
2001年、廣済堂レディスゴルフカップでは通算4アンダーで並んだ金愛淑とのプレーオフを制し優勝。更に翌週のリゾートトラストレディスでは通算7アンダー、2位・中嶋千尋と3打差で2週連続優勝を達成。賞金ランク6位。
2002年、あまり活躍できず賞金ランク44位。以降はシード権を獲得できず。

## 成績

### JLPGAツアー優勝 (10)
| No. | Date             | Tournament                               | スコア               | 2位との差  | 2位（タイ）                           |
| --- | ---------------- | ---------------------------------------- | -------------------- | ---------- | ------------------------------------- |
| 1   | 1995年8月4-6日   | ミズノレディス                           | −10 (66-70-70=206)   | 7打差      | 森口祐子 中野晶 平瀬真由美            |
| 2   | 1995年9月7-10日  | 日本女子プロゴルフ選手権大会             | −6 (74-70-69-69=282) | 4打差      | 福嶋晃子                              |
| 3   | 1996年3月29-31日 | イエローハット東京レディース             | −9 (67-76-64=207)    | 9打差      | 木村敏美                              |
| 4   | 1996年6月20-23日 | 日本女子オープンゴルフ選手権競技         | −6 (75-73-72-71=291) | 1打差      | 原田香里                              |
| 5   | 1997年5月23-25日 | 中京テレビ・ブリヂストンレディスオープン | −4 (72-69-71=212)    | 1打差      | 黄璧洵                                |
| 6   | 1997年9月5-7日   | フジサンケイレディスクラシック           | −2 (69-71-71=211)    | プレーオフ | 戴玉娟                                |
| 7   | 1998年10月8-11日 | TaKaRa WORLD INVITATIONAL                | 0 (72-74-69-73=288)  | 1打差      | 高村博美                              |
| 8   | 2000年9月7-10日  | 日本女子プロゴルフ選手権大会             | −1 (71-70-72-74=287) | プレーオフ | 米山みどり 小野香子 中野晶 天沼知恵子 |
| 9   | 2001年5月25-27日 | 廣済堂レディスゴルフカップ               | −4 (72-70-70=212)    | プレーオフ | 金愛淑                                |
| 10  | 2001年6月1-3日   | リゾートトラストレディス                 | −7 (71-71-67=209)    | 3打差      | 中嶋千尋                              |

※太字は公式戦